# البطولات الوطنية الأمريكية 1945 (كرة مضرب)
قائمة بالأبطال في 1945 البطولات الوطنية الأمريكية لكرة المضرب (المعروفة الآن باسم أمريكا المفتوحة):

## الكبار

### فردي رجال
فرانك باركر هزم  ويليام تاربرت 14-12 6-1 6-2

### فردي سيدات
ساره بالفري كوك هزم  باولينا باتز آدي 3-6, 8-6, 6-4